# Maria Borges

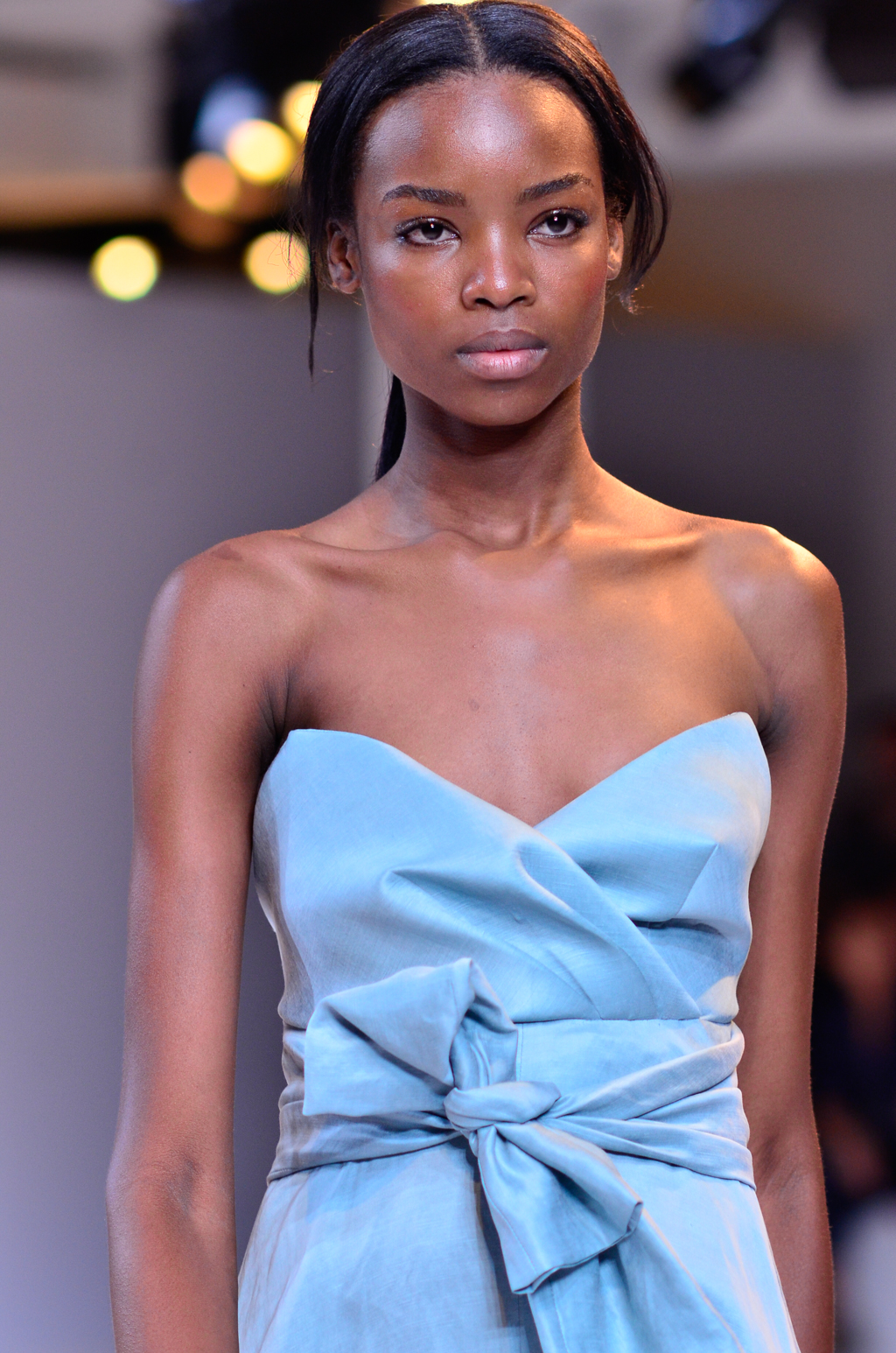
Maria Borges

Maria Borges (* 28. Oktober 1992 in Luanda) ist ein angolanisches Model.
Maria Borges wurde 2010 bei der angolanischen Version des Modelwettbewerbes Elite Model Look entdeckt. Als Laufstegmodel war sie dann ab 2012 in Schauen von Givenchy, Dior, Armani und Marc Jacobs zu sehen. Bei Werbekampagnen stand sie für Marken wie C&A, Hennes & Mauritz und L’Oréal vor der Kamera. Von 2013 bis 2017 wirkte sie an den Victoria’s Secret Fashion Shows mit. 2014 war sie Covermodel der portugiesischen Vogue.